# Paul Leroy
Paul Leroy (fl. XX secolo) è stato uno schermidore francese.
Partecipò ai Giochi della II Olimpiade di Parigi alla gara di fioretto individuale, in cui fu eliminato al primo turno.